# Flagge Lettlands
Die Flagge Lettlands ist die National- und Handelsflagge (lettisch Latvijas valsts un tirdzniecības karogs) Lettlands.

## Bedeutung und Aufbau

Konstruktionsvorgabe der Flagge Lettlands

Die Flagge zeigt zwei waagerecht verlaufende rote Streifen, die in der Mitte von einem weißen Streifen getrennt werden. Dabei sind die roten Streifen im Verhältnis doppelt so breit wie der mittlere weiße Streifen.
Der erste Ministerpräsident Lettlands Kārlis Ulmanis, der auch der letzte Präsident vor der sowjetischen Invasion 1940 war, beschrieb die Bedeutung der Farben folgendermaßen: Weiß ist das Symbol für die Reinheit und die Gerechtigkeit. Das Rot symbolisiert das Blut, welches zum Erlangen der Unabhängigkeit vergossen wurde. Bemerkenswert ist die ungewöhnliche karminrote Farbe (Pantone-Farbcode 1807C – CMYK 0; 68; 66; 35 – sRGB 167; 53; 57 – Hex #A73539), die auch als "Lettischrot" (englisch Latvian Red) bezeichnet wurde. Sie soll von Beeren stammen, welche die Letten zum Färben der Flagge verwendet haben sollen.
Somit unterscheidet sich die lettische Flagge in drei Dingen von der ebenfalls rot-weiß-roten österreichischen Flagge:
- das Verhältnis der Breite der Streifen beträgt 2:1:2 (bei der österreichischen 1:1:1)
- das Rot ist kein heraldisches (Hoch)rot, sondern Lettischrot
- das Verhältnis von Breite zu Länge ist 1:2 (bei der österreichischen 2:3).

## Geschichte

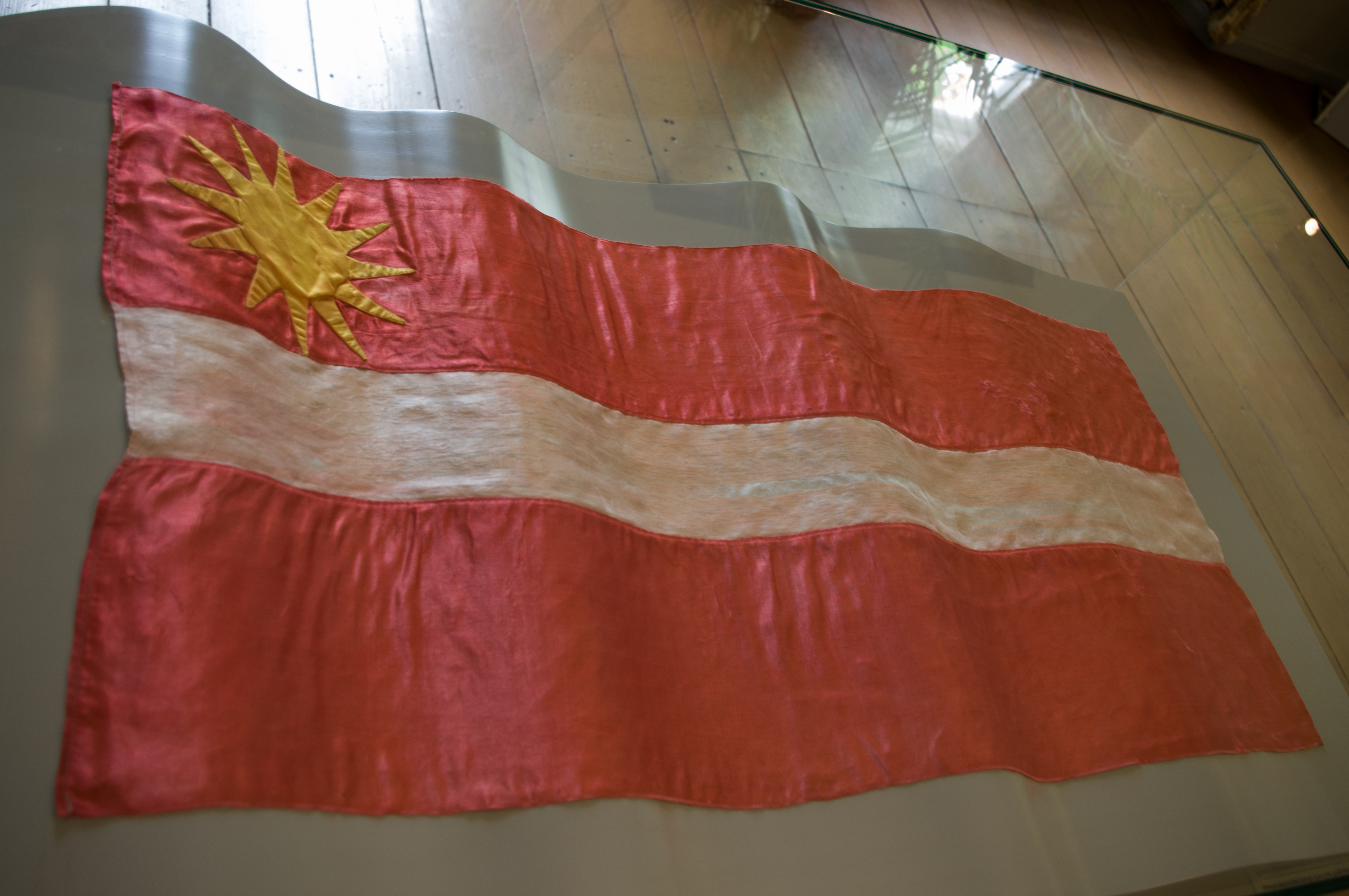
Die älteste erhaltene lettische Flagge (Jānis Lapiņš, 1916).

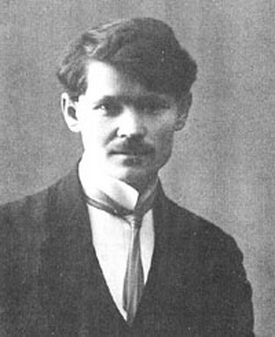
Ansis Cīrulis

Nach der Niederlage 1209 war König Visvaldis von Jersika, auch Lettland genannt (terram, quae Lettia dicitur), gezwungen, das Friedensdiktat des Bischofs Albert I. von Livland anzunehmen. Er musste sein erbliches Königreich dem Bischof schenken und bekam nur einen Teil als Lehen zurück. Als Investitursymbole wurden in diesem Falle drei Fahnen benutzt.
Erste Erwähnungen eines rot-weiß-roten Banners stammen aus dem Jahr 1279. In der Livländischen Reimchronik heißt es in den (mittelhochdeutschen) Versen 9219 bis 9233 (die die Flagge beschreibenden Verse wurden hier hervorgehoben):

„Von Wenden was zû Rîge komen
zûr lantwer, als ich hân vernomen,
ein brûder und wol hundert man:
den wart daß mêre kunt getân.
die quâmen hovelîchen dar
mit einer banier rôtgevar,
daß was mit wîße durch gesniten
hûte nâch wendischen siten.
Wenden ist ein burc genant,
von den die banier wart bekant,
und ist in Letten lant gelegen,
dâ die vrowen rîtens pflegen
nâch den siten, als die man.
vor wâr ich ûch daß sagen kan,
die banier der Letten ist.“

Die lettische Flagge zählt damit zu den ältesten noch heute gebräuchlichen Flaggen der Welt. Die Quelle wurde von Jekabs Lautenbahs-Jusmins entdeckt und von Studenten der Universität Tartu als lettische Nationalflagge 1870 populär gemacht. Im Mai 1917 bezog der lettische Künstler Ansis Cīrulis (1883–1942) sich auf die in der Reimchronik beschriebene Christianisierung Lettlands durch Kreuzritter und entwarf die heutige Flagge Lettlands, die erstmals am 18. November 1918 angenommen wurde.
Am 17. Dezember 1918 riefen Kommunisten während des Lettischen Unabhängigkeitskriegs kurzzeitig eine unabhängige Lettische Sozialistische Sowjetrepublik LSPR aus. Erst 1920 konnten demokratische Truppen Lettlands mit deutscher und polnischer Hilfe die Kommunisten schlagen. Die LSPR verwendete eine rote Flagge mit den goldenen Initialen im Kanton.
Formal wurde ein Dekret über die Nationalflagge am 21. Juni 1921 beschlossen. Am 15. Februar 1922 beschloss die lettische Versammlung ein Flaggengesetz und am 23. Januar 1923 wurde es vom Präsidenten unterzeichnet. Daneben wurden die Flaggen des Präsidenten, des Ministerpräsidenten und andere militärische und zivile Flaggen festgelegt, insgesamt 17 verschiedene.
1940 annektierte die Sowjetunion die baltischen Staaten. Lettland erhielt zunächst als Sowjetrepublik eine Flagge entsprechend jener der Sowjetunion mit ihren Initialen. 1953 wurde das Design aller Flaggen der Sowjetrepubliken geändert und Lettland erhielt eine Sowjetflagge mit einem weiß-blauen Wellenmuster, die große Ähnlichkeit mit der Flagge der Estnischen Sozialistischen Sowjetrepublik hatte. Allerdings waren die Wellenkämme bei der estnischen Flagge spitz und bei der lettischen rund. Zudem befand sich das lettische Muster am unteren Rand, während das estnische nochmals ein rotes Feld unterhalb hatte. Die Vorderseite der Flagge zeigte überdies ein Hammer-und-Sichel-Symbol und einen roten Stern. Die alte Flagge Lettlands wurde von Letten im Exil weiter genutzt.
Mit Erlangung der Unabhängigkeit wurden die sowjetischen Gesetze, die die Flagge Lettlands für illegal erklärt hatten, für nichtig erklärt und die lettische Flagge am 27. Februar 1990 erneut vom Parlament angenommen.

1:2 Flagge des Herzogtums Kurland und Semgallen (1562–1795)
1:2 Flagge Lettlands (1918–1940)
1:2  Flagge der ersten Lettischen SSR (1918–1920)
1:2  Flagge der zweiten Lettischen SSR (1940–1953)
1:2  Flagge der zweiten Lettischen SSR (1953–1990)
1:2  Rückseite der Flagge der Zweiten Lettischen SSR

## Flaggentage

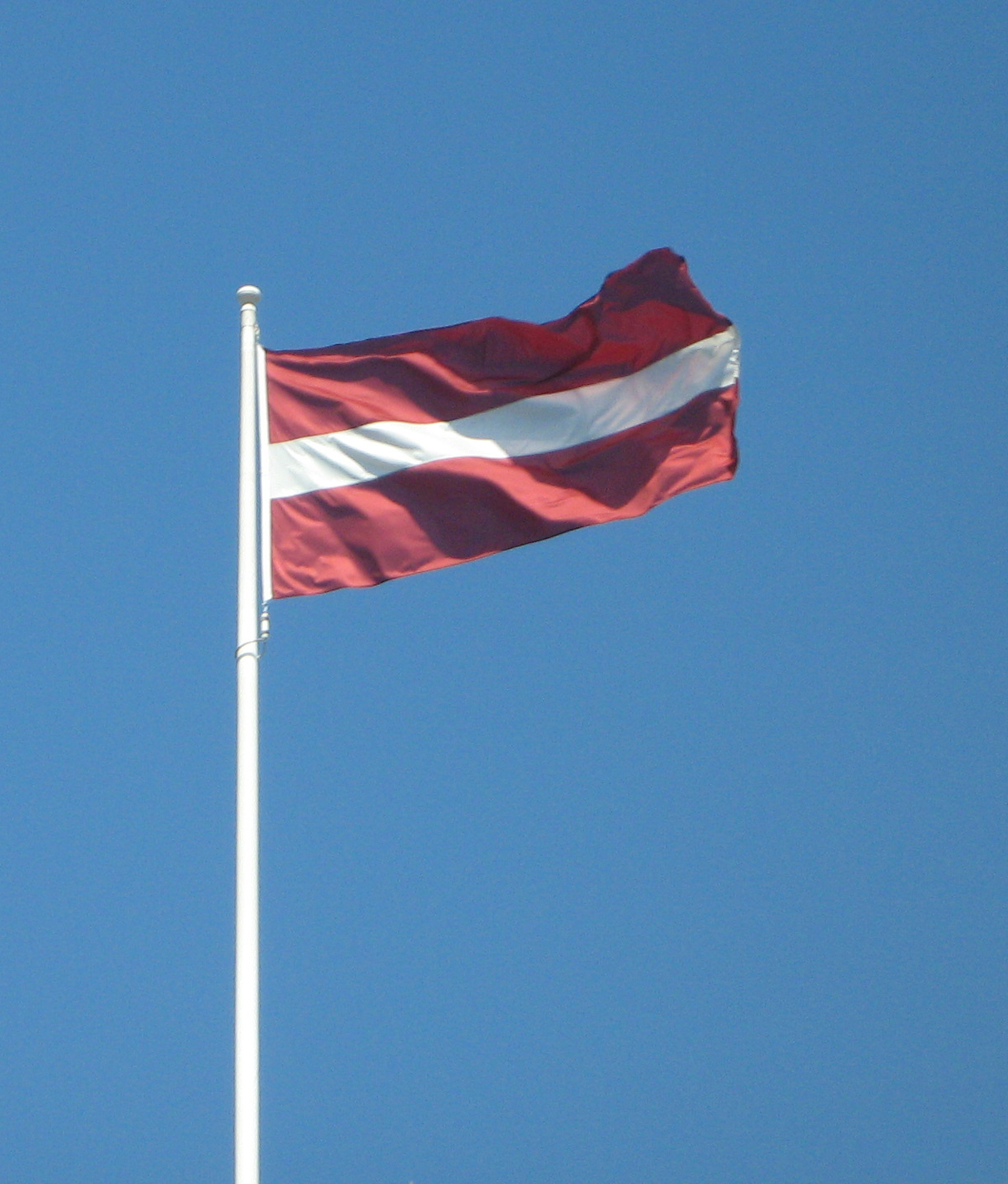
Die Flagge Lettlands

An folgenden Tagen wird die Flagge Lettlands offiziell gesetzt:
- 25. März*: Gedenktag für die Opfer des kommunistischen Terrors (2. Massendeportation 1949)
- 1. Mai: Einberufung der Verfassunggebenden Versammlung der Republik Lettland 1920; Tag der Arbeit
- 4. Mai: Ausrufung der wiederhergestellten Unabhängigkeit der Republik Lettland 1990
- 14. Juni*: Gedenktag für die Opfer des kommunistischen Terrors (1. Massendeportation 1941)
- 17. Juni*: Besetzung der Republik Lettland durch die Sowjetunion 1940
- 4. Juli*: Gedenktag für die Opfer des Völkermordes an den Juden während der NS-Besetzung 1941
- 11. November: Gedenktag für die lettischen Freiheitskämpfer 1919 (Lāčplēsis-Tag)
- 18. November: Ausrufung der ersten Republik Lettland 1918
- 1. Sonntag im Dezember*: Gedenktag für die Opfer des Völkermordes am lettischen Volk durch das totalitäre kommunistische Sowjetregime

 * Trauerbeflaggung mit schwarzem Band
An diesen Tagen müssen alle öffentlichen Gebäude (Schulen, Regierungs- und Verwaltungsgebäude etc.) und Wohnhäuser beflaggt werden; Nichtbeflaggung oder falsche Beflaggung kann u. U. mit Geldbußen geahndet werden. An anderen Fest- und Gedenktagen, beispielsweise am Unabhängigkeitstag Litauens (16.2.) und Estlands (24.2.), dem Tag der Verabschiedung des Verfassungsakts zur Wiederherstellung der Republik Lettland (21.8.), an Neujahr, Ostern, Pfingsten, Muttertag etc. wird das Beflaggen empfohlen.
An Wahltagen zum Parlament (Saeima) und zum Europaparlament, bei Kommunalwahlen und Volksentscheiden werden die Gebäude beflaggt, in denen Wahllokale eingerichtet sind.

## Subnationale Flaggen
Die Gemeinden Lettlands verfügen über eigene Flaggen. Wie häufig bei Gemeindeflaggen üblich, wird oft das Gemeindewappen auf der Flagge abgebildet. Ungewöhnlich ist die oft verwendete graue Farbe. Hier einige Beispiele.

Riga
Tukums
Valka
Salacgrīva

## Militärische Flaggen

Flagge des Verteidigungsministers
2:3, Seekriegsflagge der Republik Lettland
Gösch der Marine
Stander der Marine
Flagge der Grenztruppen
Flagge des Obersten Befehlshabers der Streitkräfte
Flagge des Obersten Befehlshabers der Marine
Flagge des Admirals der Flotte
Flagge eines Vize-Admirals
Stander des Flottillenkommandeurs
Stander des Geschwaderkommandanten
Stander des Divisionskommandanten

## Flaggen ethnischer Gruppen und anderer Volksgruppen
Die Liven verwenden eine horizontale Trikolore, die denselben Aufbau wie die lettische Nationalflagge hat. Die livische Flagge hat die Farben Grün-Weiß-Blau; Blau steht für das Meer, Weiß für den Sand der Küste und Grün für die Wälder. Sie wurde bei der ersten Livischen Versammlung am 2. April 1923 vorgestellt und am 18. November erstmals auf dem Livischen Fest in Mazirbe (Irē) gesetzt.
Ein Teil der Wohnbevölkerung Lettlands besitzt nicht die lettische Staatsbürgerschaft. Diese zumeist russischsprachige Gruppe besitzt lettische Pässe in einer violetten Farbe. Dieses wurde bei einer Kampagne 2005 aufgegriffen und in einer Flagge aufgenommen, die dem Aufbau der lettischen Nationalflagge entspricht.

1:2 Flagge der Liven
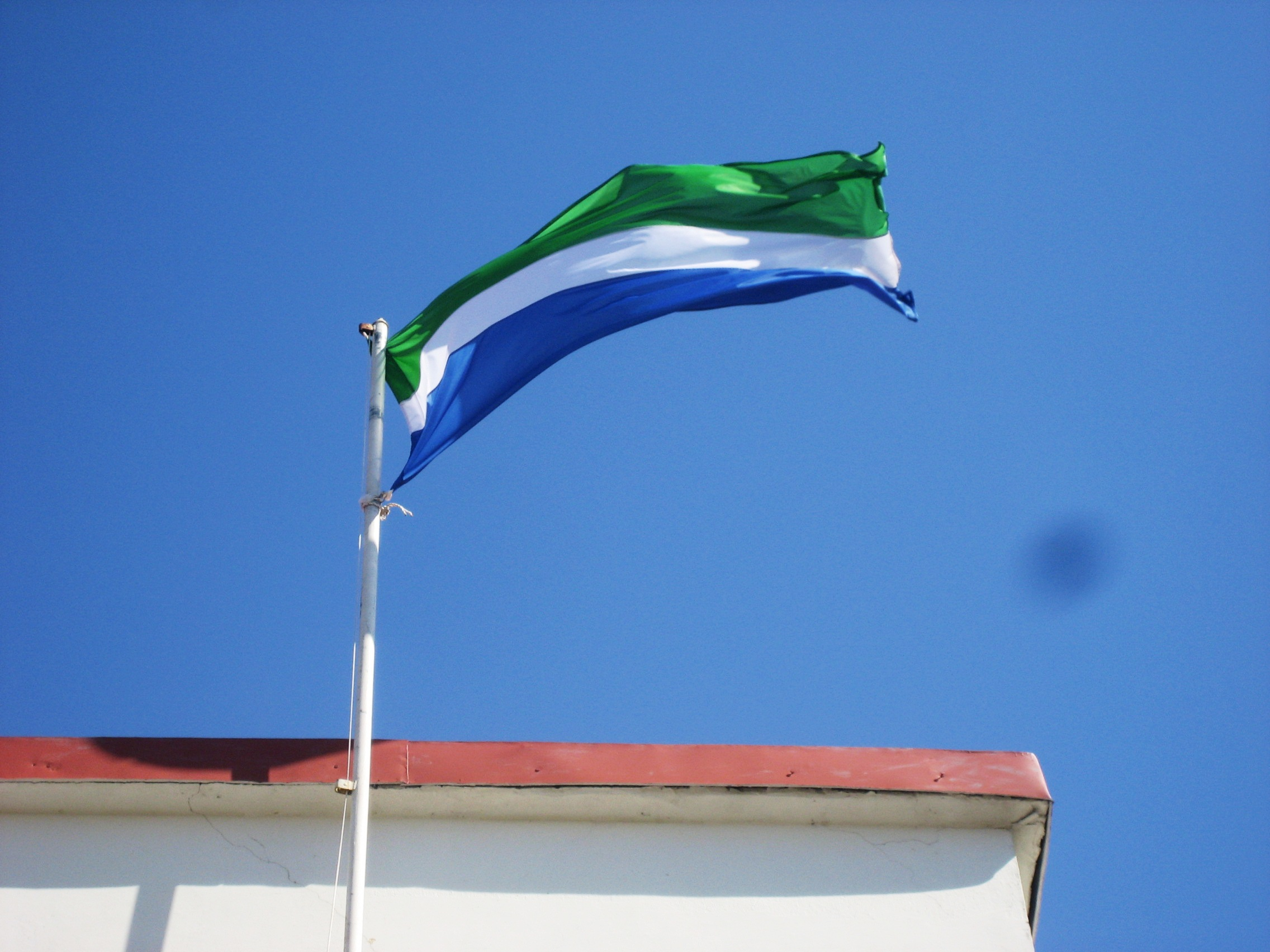
Livische Flagge am livischen Gemeindehaus in Mazirbe

## Weitere Flaggen Lettlands

Flagge des Präsidenten
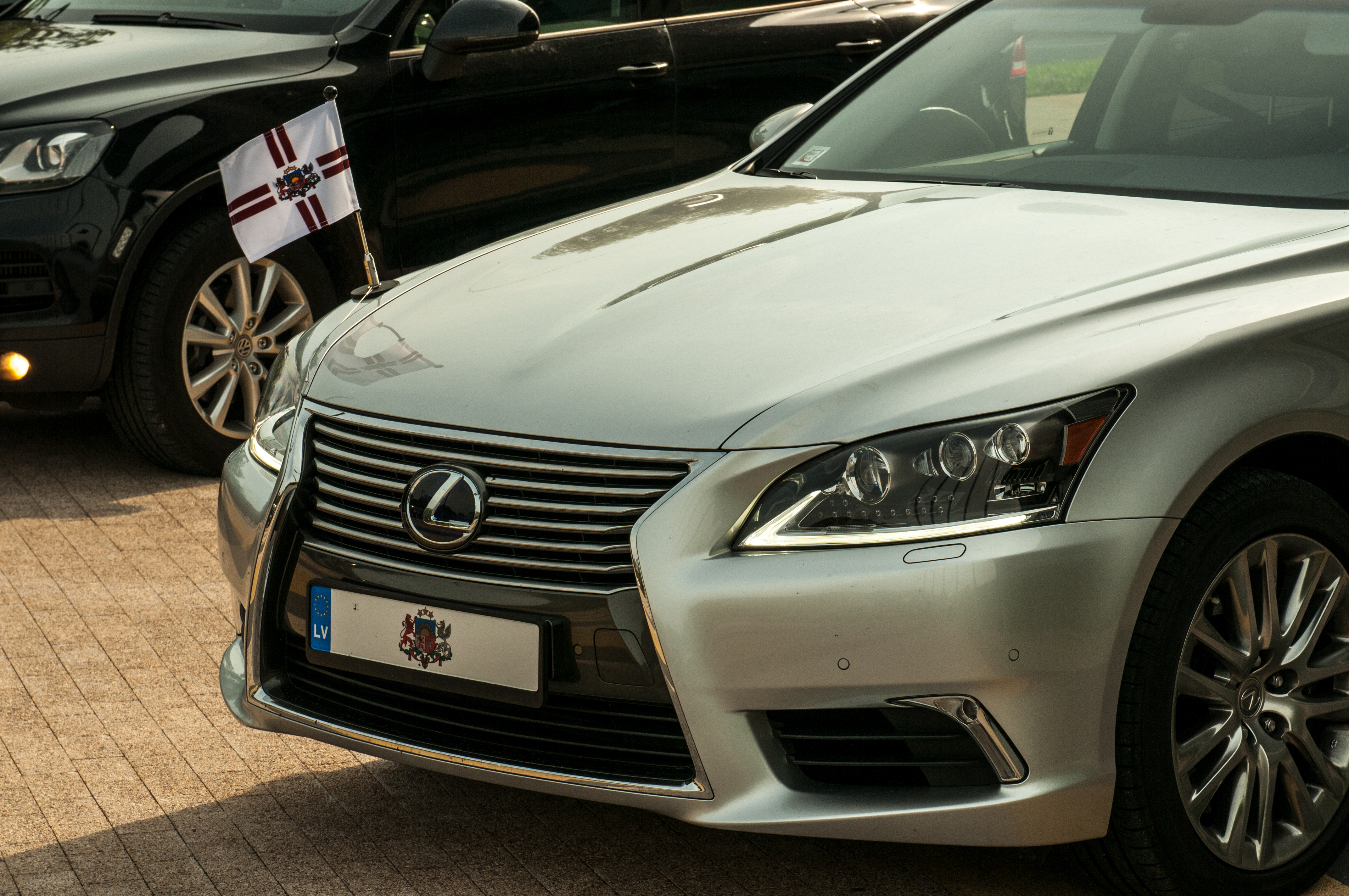
Flagge am Fahrzeug des Präsidenten
Flagge des Ministerpräsidenten
Flagge des Präsidenten der Saeima
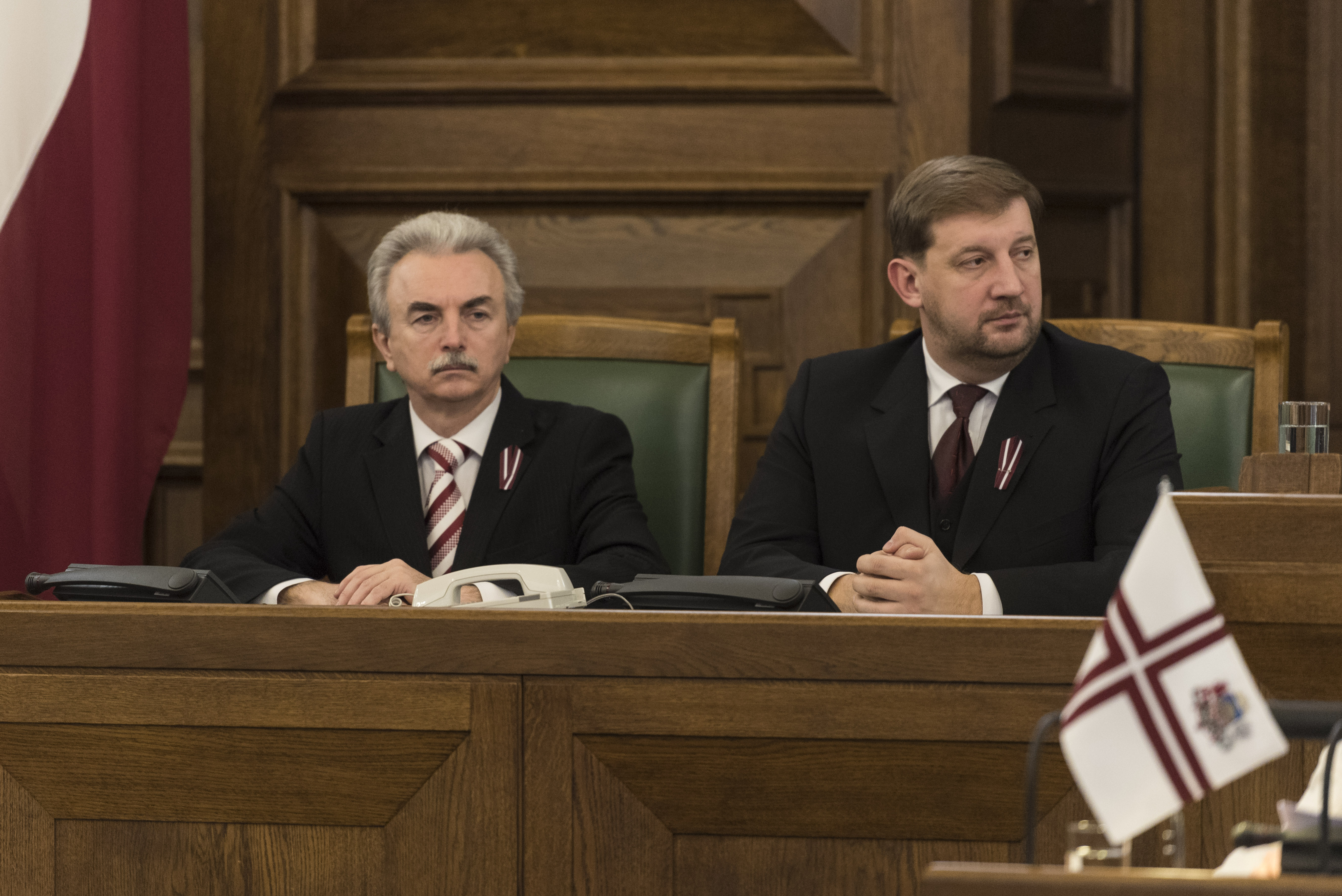
Flagge des Präsidenten der Saeima